# Jakab Péter (politikus)
Jakab Péter Dénes (Miskolc, 1980. augusztus 16. –) magyar politikus, országgyűlési képviselő, 2020 és 2022 között a Jobbik Magyarországért Mozgalom elnöke. A párt miskolci polgármesterjelöltje volt a 2014-es magyarországi önkormányzati választáson és országgyűlési képviselőjelöltje a 2018-as magyarországi országgyűlési választáson, ahol nagyon szoros versenyben lett második a Fidesz jelöltje, Csöbör Katalin mögött, végül országos listáról került be. 2021-ben ő indult pártja miniszterelnök-jelöltjeként az ellenzéki előválasztáson, ahol végül 4. helyen végzett.

## Élete
Nyíltan felvállalta zsidó származását. Dédapja Auschwitzban halt meg, nagyanyja 1925-ben kikeresztelkedett és 11 gyermeket nevelt fel Mezőtúron. Ő maga már római katolikus neveltetésben részesült.
1994–1998 között a Diósgyőri Gimnázium biológia tagozatán tanult. Érettségi után 1999-ben felvételt nyert a Miskolci Egyetemre, ahol 2004-ben szerzett történelem szakos középiskolai tanári diplomát. 
2004–2007 között történelmet tanított a Budai Középiskolában. 2008–2009-ben nevelőtanár a miskolci Eötvös József Szakközépiskola, Szakképző és Kollégiumban. 
2009–2010-ben történelmet tanított a miskolci Kalyi Jag Roma Nemzetiségi Szakközép- és Szakiskolában. Habár az iskola vezetője szakmai munkájával és személyiségével elégedett volt, politikai szerepvállalása miatt elbocsátotta. A munkaügyi bíróság indoklása szerint „a cigányságban a Jobbik nevének említése félelmet kelt”.
Elvált, három gyermek édesapja.

## Politikai pályafutása
2009 óta a Jobbik miskolci elnöke. 2010-től önkormányzati képviselő Miskolcon, az önkormányzat Jogi és Közbiztonsági Bizottságának tagja. 2012-től a Jobbik Borsod-Abaúj-Zemplén megyei alelnöke.
A 2014-es önkormányzati választáson a Jobbik miskolci polgármesterjelöltje. A választáson 20,53%-ot ért el, ezzel a harmadik legtöbb szavazatot kapta a hivatalban lévő Kriza Ákos (42,37%) valamint Pásztor Albert volt rendőrkapitány (33,26%) mögött.
2016 szeptemberétől a Jobbik szóvivője.
A Borsod-Abaúj-Zemplén megyei 1. választókörzetben a Jobbik képviselőjelöltje volt a 2018-as magyarországi országgyűlési választáson. 20 597 szavazat érkezett rá, 127-tel kevesebb, mint a fideszes Csöbör Katalinra; ezen a választáson ez volt a legszorosabb verseny egyéniben.
Parlamentbe kerülése óta gyorsan halad felfelé a Jobbik ranglétráján. Először 2019 januárjában a párt frakcióvezető-helyettese lett, majd Gyöngyösi Márton EP-képviselővé választása után a párt frakcióvezetője.
Miután a 2019-es Európa Parlamenti választáson elért gyenge eredmény miatt a Jobbik elnöksége lemondott, Jakab kilátásba helyezte, hogy elindul az elnöki címért. Az ATV Egyenes Beszéd című adásában 2019. augusztus 29-én Jakab Péter bejelentette, hogy az őszi tisztújításon harcba száll a Jobbik elnöki posztjáért. Jakab később visszalépett, mert a párt nem támogatta azt a kérését, hogy az elnökség mandátumát úgy hosszabbítsák meg, hogy csak a 2022-es országgyűlési választások után járjon le.
A 2019-es önkormányzati választáson nem indult, az ellenzéki összefogás miskolci polgármester-jelöltjét, Veres Pált támogatta.
2020. január 25-én a Jobbik Magyarországért Mozgalom párt elnökévé választották. Elfogadták Jakab felvetését is, így a mandátum a 2022-es választások után járt le.
A párt tisztújító kongresszusa után, 2020. június 30-án az új elnök, Jakab Péter és Brenner Koloman a párt stratégiai tanácsának képviselője meghatározta a párt irányvonalát, ideológiáját, vagyis a Jobbik Elvi Nyilatkozatát. A párt nemzeti, keresztény, konzervatív, jobbközép, szociálisan érzékeny néppártként határozta meg önmagát a dokumentumban, amely céljai között említi a jóléti Magyarország és polgári társadalom megteremtését. Jakab úgy fogalmazott, hogy megválasztásával a Jobbik néppártosodási folyamata lezárult. A dokumentum Magyarország egyetlen néppártjaként határozza meg a Jobbikot, Jakab nyilatkozata szerint párt megérkezett a politikai centrumba, a szabadság és a gyarapodás lehetőségét kínálja minden tisztességes magyar embernek, kiváltképpen azoknak, akik ezt az elmúlt három évtizedben nem kapták meg.
2021. január 25-én bejelentette indulását az ellenzéki előválasztáson, mint a Jobbik Magyarországért Mozgalom miniszterelnök-jelöltje, viszont végül nem jutott be a II. fordulóba, így pártja elnökeként folytatja tovább politikai munkásságát. A 2022-es országgyűlési választáson az Egységben Magyarországért pártszövetség közös listájának 4., a Jobbikosok között első helyen állt, így mandátuma meghosszabbításra került a következő 4 évre is.
2022. május 7-én a szavazatok 71 százalékával újraválasztották a Jobbik elnökévé, ám június 8-án Jakab Péter később lemondott az elnökségről, miután többen ellene fordultak. Később, július 15-én pártjának parlamenti frakciója lemondatta a frakcióvezetői pozícióról és helyére Lukács László Györgyöt nevezték ki.
2022. augusztus 11-én kilépett a Jobbik Magyarországért Mozgalomból, így a pályafutását független képviselőként fogja folytatni.

### A Nép Pártján Mozgalom
2022. augusztus 20-án bejelentette, hogy megalapította A Nép Pártján Mozgalom nevű mozgalmat. A Jobbik korábbi Pest megyei elnöke, Zágráb Nándor és a Jobbik békéscsabai alapszervezete is csatlakozott a mozgalomhoz, amit 2022. december 23-án hivatalosan is bejegyeztek. 2023. augusztus 20-án a mozgalom hivatalosan is párttá alakult.
A párt tervezett elindulni a 2024-es európai parlamenti választásokon. Azonban a Nemzeti Választási Iroda 400 olyan ajánlóívet talált, amelyet érvénytelenített, így nem jött össze az induláshoz szükséges 20 ezer ajánlóív. Emiatt a párt nem indulhatott el a választásokon.